# Gare de Kotsøy
La gare de Kotsøy est une halte ferroviaire de la ligne de Røros, située à Kotsøy sur le territoire de la commune de Midtre Gauldal, dans le comté de Trøndelag.

## Situation ferroviaire
La gare de Kotsøy est située au (PK)491,34 et à 125,2 mètres d'altitude.

## Histoire
La gare de Kotsøien a été mise en service le 20 mars 1890 avec le statut de halte ferroviaire. Le 1er juillet 1910 elle a été promue au rang de gare.
En avril 1921, Kotsøien a changé d'orthographe pour devenir Kotsøy. Depuis le 1er septembre 1975, la gare a été rétrogradée et est repassée au statut de halte ferroviaire.

## Service des voyageurs

### Accueil
La gare a un petit parking de 4 places. Il n'y a ni salle d'attente ni automates pour l'achat de titres de transport qui doivent être achetés auprès du contrôleur. La gare possède une aubette.

### Desserte
La halte est desservie par une ligne moyenne distance et une ligne longue distance.
Longue distance :
- 25 : (Oslo)-Hamar-Røros-Trondheim

Moyenne distance :
- 26: Røros-Trondheim-Rotvoll

### Intermodalités
À environ 300 mètres de la gare, de l'autre côté de la rivière Gaula, se trouve un arrêt de bus.